# Aglia spaniolissima
Aglia spaniolissima är en fjärilsart som beskrevs av Gomez-bustillo 1980. Aglia spaniolissima ingår i släktet Aglia och familjen påfågelsspinnare. Inga underarter finns listade i Catalogue of Life.